# Dekanat
Ein Dekanat (früher teilweise auch Dekanei; von lateinisch decanatus zu decem ‚zehn‘: ursprünglich ein Gebiet von etwa zehn Pfarreien) ist das Amt oder der Bezirk eines Dekans oder Dechanten und somit vor allem der Begriff für eine kirchliche Verwaltungseinheit. In manchen Diözesen werden sogenannte Stadtdekanate bzw. Kreisdekanate eingerichtet, die mit den Kommunalgrenzen übereinstimmen. Zwei oder mehrere Dekanate werden mancherorts zu einer gemeinsamen Dekanatsregion (Regionaldekanat) innerhalb eines Bistums oder einer Landeskirche zusammengefasst, der ein Regionaldekan, nichtresidierender Domkapitular oder Regionalbischof vorsteht.

## Römisch-katholische Kirche
Nach dem Kirchenrecht der römisch-katholischen Kirche sind Dekanate als pastorale Einheiten der mittleren Ebene eine mögliche Untergliederung eines Bistums. Zu einem Dekanat werden mehrere benachbarte Pfarrgemeinden zusammengeschlossen, mit dem vorrangigen Ziel, die Seelsorge durch gemeinsames Handeln zu fördern.
Dem Dekanat steht der Dekan oder Dechant vor, der durch die Dekanatskonferenz (auch Conveniat oder Pastoralkonferenz genannt) der hauptamtlichen Mitarbeiter (Priester, Diakone, Pastoralreferenten, Gemeindereferenten, Dekanatskantoren) und den Dekanatsrat unterstützt wird. Früher konnten Dekanate zur besseren Organisation in Definiturbezirke unterteilt sein.
Hauptaufgabe des Dekans ist die Förderung und Koordinierung der gemeinsamen pastoralen Tätigkeit im Dekanat:
- Kontakt mit der Bistumsebene
- Umsetzung diözesaner Planungen
- Spezialisierte pastorale Dienste (Ehevorbereitung, Jugendseelsorge, Erwachsenenbildung, kath. Schule)
- Ökumenische Kontakte
- Informations- und Öffentlichkeitsarbeit

Das Amt des Dekans/Dechanten bekleidet immer ein Priester des Dekanates.

„Für das Amt des Dechanten, das nicht mit dem Amt des Pfarrers einer bestimmten Pfarrei verbunden ist, hat der Bischof einen Priester auszuwählen, den er nach Abwägen der örtlichen und zeitlichen Umstände für geeignet hält.“

Die meisten heute existierenden Dekanate sind geschichtlich gewachsen. Sie waren ursprünglich durchwegs mit der bedeutendsten Pfarre einer Region verbunden, etwa einer Mutterpfarre, oder als besonderes Privileg eines Hauptortes (Dekanatspfarre). Von diesen festen Sitzen eines Dekanats ist man in den letzten Jahren in der Praxis zunehmend abgekommen. Die gängige Praxis ist, dass die Pfarrer der im Dekanat gelegenen Pfarreien in der Dekanatskonferenz einen der Ihren wählen und dem Bischof zur Ernennung vorschlagen. Das Amt wechselt oft im Turnus.
Oft werden auch die moderneren Pfarrverbände (mehrere Pfarren mit nur einer Pfarrstelle) zu neuen Dekanaten zusammengefasst. In manchen Bistümern wie etwa 2017 im Erzbistum Köln wurden mehrere Dekanate zu Stadt- oder Kreisdekanaten fusioniert, die mit den kommunalen Grenzen der Landkreise und kreisfreien Städte übereinstimmen und von einem Stadt- oder Kreisdechanten geleitet werden.  
Trotzdem hat sich aber regional der informelle Titel der Dekanatskirche (Dekanatspfarrkirche) erhalten, und etliche Pfarreien, besonders im europäischen Zentralraum des Katholizismus, sind noch offizielle Dekanatspfarrämter, und der dortige Pfarrer ist immer der Dekan. So führte die Diözese Innsbruck 2012 noch 11 der 16 Dekanate als Dekanatspfarramt.
Siehe auch Kategorie:Dekanatskirche

## Evangelische Kirchen
Manche deutsche Landeskirchen kennen die regionale Einteilung in Dekanate. Hierzu gehören die Evangelische Landeskirche in Baden, die Evangelische Landeskirche in Württemberg, die Evangelisch-Lutherische Kirche in Bayern, die Evangelische Kirche der Pfalz und die Evangelische Kirche in Hessen und Nassau. Jedem Dekanat steht eine Dekanin oder ein Dekan vor.
In anderen evangelischen Landeskirchen werden die Dekanate als Kirchenkreis oder Propstei bezeichnet. Von dem Dekanat als kirchlichem Aufsichtsbezirk eines Dekans ist aber der Begriff Kirchenbezirk (beispielsweise in Baden und Württemberg) zu unterscheiden. Dabei handelt es sich um die Körperschaft, deren Gebiet jedoch in der Regel deckungsgleich mit dem Dekanat ist. In Österreich kommt das Seniorat dem römisch-katholischen Dekanat am nächsten, allerdings ohne Visitationsrecht.

## Alt-Katholische Kirche
In der Alt-Katholischen Kirche in Deutschland ist ein Dekanat eine Zusammenfassung von Gemeinden. Das Dekanat selber hat keine Aufgaben, wohl aber der für das Dekanat zuständige Dekan. Dazu gehören:
- Förderung und Koordination der pastoralen Tätigkeit
- Festigung des Zusammenhalts zwischen Geistlichen, Kirchenvorständen und Gemeinden
- Vertretungsregelung der Geistlichen
- Aufsicht über die Amtsführung der Geistlichen
- Visitationen der Gemeinden
- Berichterstattung gegenüber dem Bischof

Der Dekan, ein Priester des Dekanates, wird aufgrund einer Wahl, die durch eine Versammlung der Geistlichen und der Kirchenvorstände des Dekanates erfolgt, vom Bischof ernannt.

## Anglikanische Kirchen
Zahlreiche anglikanische Kirchen, beispielsweise die Church of England, teilen ihre Archidiakonate (englisch archdeaconries) in Dekanate (deaneries), die mehrere Kirchengemeinden (parishes) umfassen. Dafür gibt es auch den formaleren Begriff rural deanery („Landdekanat“), dessen Dekan dann rural dean („Landdekan“) genannt wird – in urbanen Gebieten setzt sich in einigen Diözesen dafür auch der Titel area dean („Gebietsdekan“) durch. Die Einrichtung der rural deaneries ist alt und entsprach ursprünglich der Untergliederung in Hundreds („Hundertschaften“). Die heutigen Dekanatsgrenzen der Church of England gehen auf den Archdeaconries and Rural Deaneries Act 1874 (37 & 38 Vict., cap. 63) zurück.
Das Dekanat der Church of England wird von einer Synode geleitet, welcher der Dekan vorsteht.

## Dekanatssitz
Mittelalterlich war das Amt des Dekans ein relativ hohes Amt. Wie der Bischof etwa dem Rang des Fürsten entsprach, entsprach der Dekan dem Rang eines Grafen. Und sein Einflussgebiet hatte etwa dieselbe Größe. Dort, wo die Verwaltungsgliederung – vor der Schaffung der laizistischen politischen Gemeinde – auf Pfarren beruhte, hatte der Dechant eine bedeutende Rolle und verwaltete ein nicht unbeträchtliches Vermögen (vgl. den Begriff Widum und das Vermögen der Pfarrpfründe). Daher wurden die Pfarrämter der Dekanatskirchen zu durchaus repräsentativen Anwesen ausgebaut, die man Dechanthof nennt.